# Evangelische Kirche Lohra

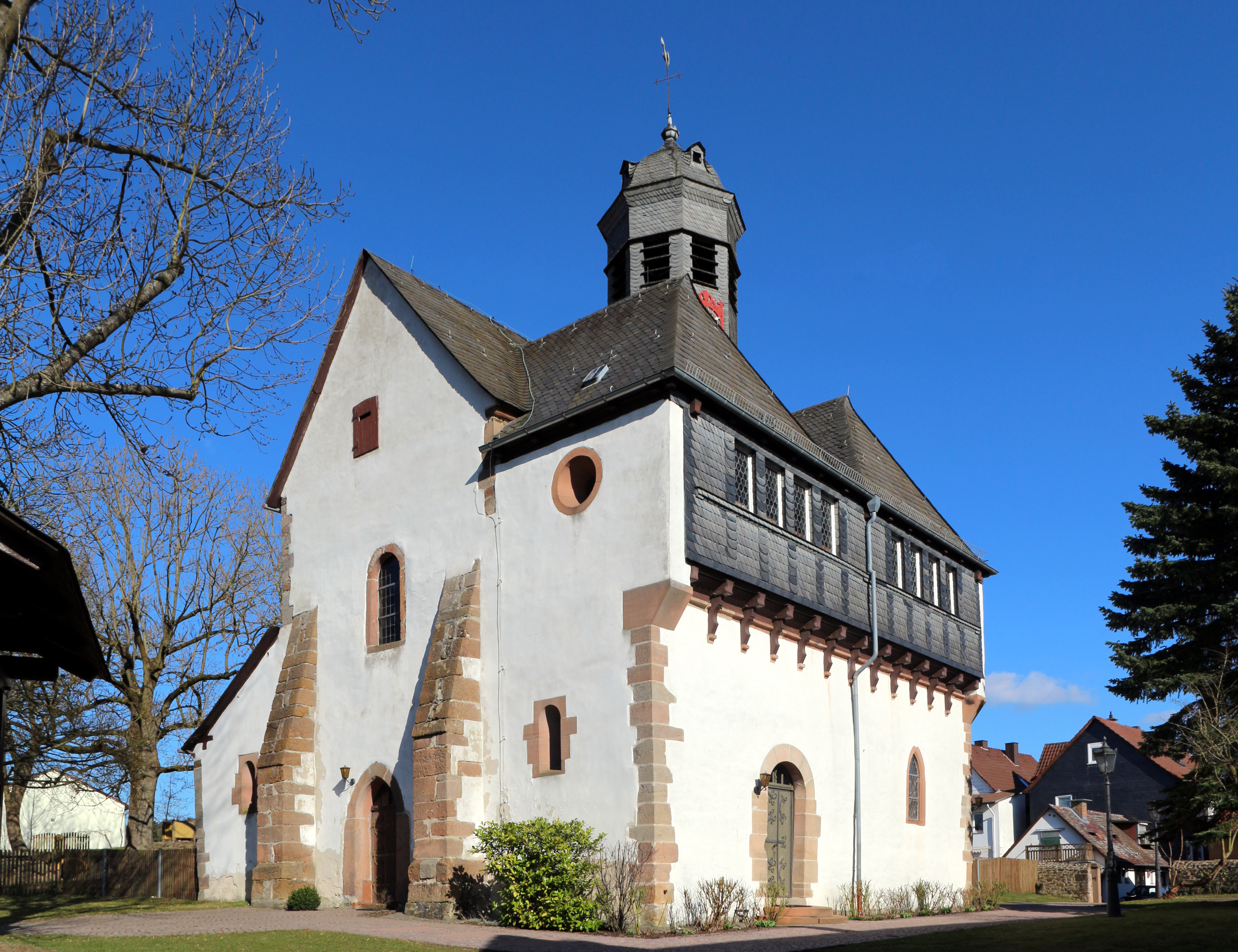
Kirche in Lohra von Südwesten

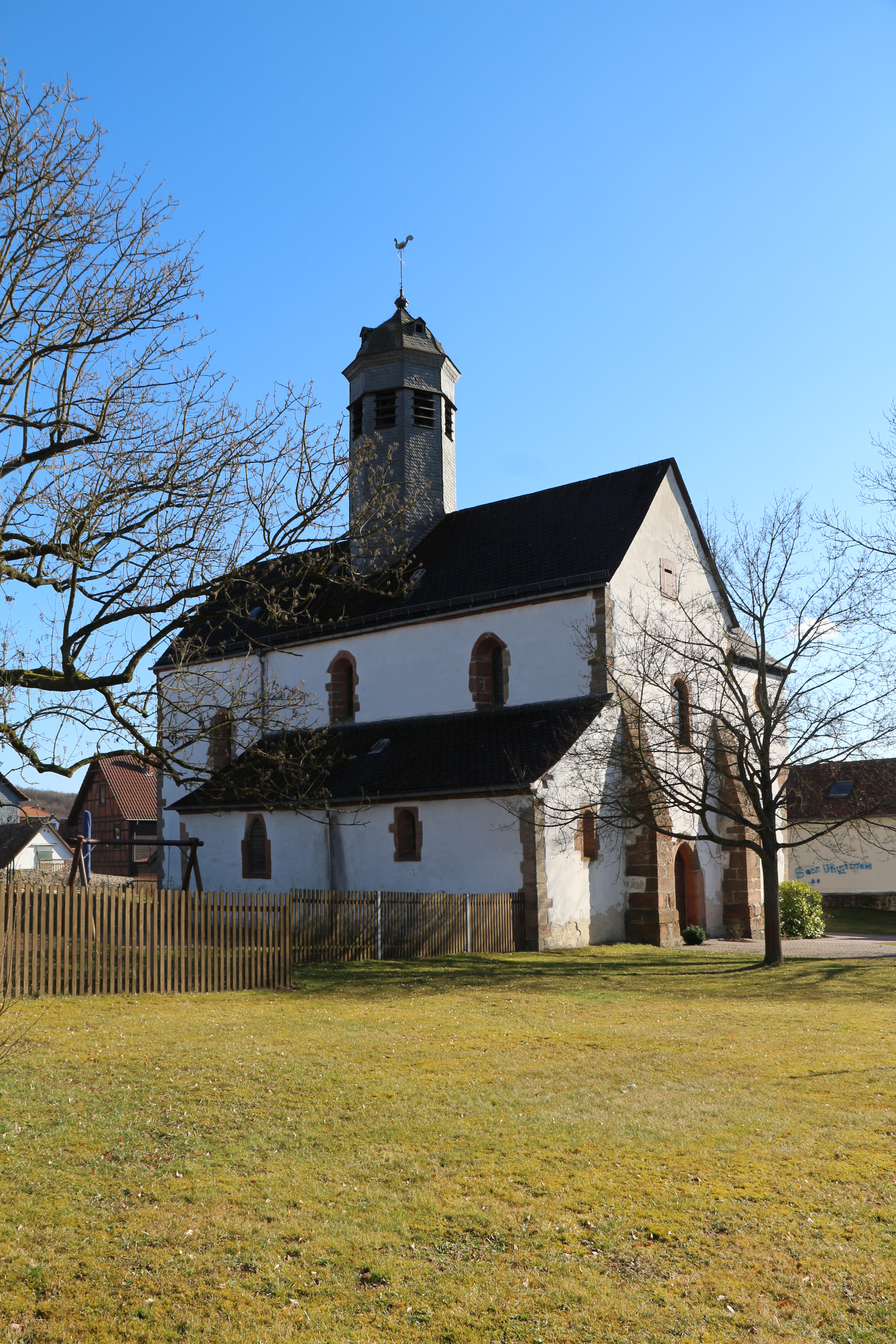
Nordansicht

Die Evangelische Kirche in Lohra im Landkreis Marburg-Biedenkopf (Hessen) ist eine spätromanische Pfeilerbasilika aus dem 13. Jahrhundert. Das denkmalgeschützte Bauwerk mit Dachreiter ist weitgehend erhalten und wurde im Jahr 1909 über dem südlichen Seitenschiff mit einem Obergeschoss aus Fachwerk aufgestockt.

## Geschichte
Der Ort Lohra wird urkundlich erstmals im Jahr 752 genannt und besaß wahrscheinlich ab dem 9. Jahrhundert eine (hölzerne) Taufkirche. Der steinerne Nachfolgebau wurde in der ersten Hälfte des 13. Jahrhunderts errichtet und dem heiligen Martin, dem merowingisch-fränkischen Nationalheiligen, geweiht. Ein Pleban ist im Jahr 1238 nachgewiesen. Im Mittelalter hatte die eigenständige Pfarrgemeinde einen eigenen Sendbezirk und war dem Diakonat Amöneburg im Archidiakonat St. Stephan in der Erzdiözese Mainz zugeordnet. Im 15. Jahrhundert wurde die Kirche zur Dekanatskirche erhoben und wurde nun von Kaplan und Dekan versorgt.
Mit Einführung der Reformation wechselte Lohra im Jahr 1526 zum lutherischen Bekenntnis. Als erster evangelischer Pfarrer wirkte Mag. Henricus (Heinrich) Orth in Lohra, der bereits ab 1519 und bis zu seinem Tod im Jahr 1574 im Alter von etwa 80 Jahren das Pfarramt bekleidete. Eingepfarrt waren Damm, Nanzhausen, Reimershausen und Willershausen. Ab 1630 waren die Kirchen von Altenvers, Rollshausen und Seelbach Filialen von Lohra. Lohra, Roth und Fronhausen wurden im 19. Jahrhundert zu einer Kirchengemeinde zusammengeschlossen.
Im Jahr 1606 soll der Dachreiter, der damals über dem Westgiebel aufgesetzt war, einem Unwetter zum Opfer gefallen sein und wurde anschließend erneuert. Unter Landgraf Moritz erfolgte von 1606 bis 1624 ein Wechsel zum reformierten Bekenntnis. In diesem Zuge wurden die Altarbilder, das Altarkreuz und weitere Inventarstücke entfernt. Im Dreißigjährigen Krieg wurde die Kirche verwüstet. Die Gemeinde ließ Ende des 17. Jahrhunderts neue Einrichtungsgegenstände anfertigen und im Norden, im Westen und im Chor Emporen einbauen.
Im Jahr 1909 wurde das südliche Seitenschiff durch die Architekten August Dauber und Otto Eichelberg in Fachwerkbauweise aufgestockt und auf diese Weise um 200 Sitzplätze erweitert. In den Obergaden an der Südseite wurden zwei große Rundbögen eingebrochen. Ein Teil der Brüstung der Nordempore wurde in die aufgestockte Südempore integriert. Die Orgel wurde erweitert und der Spieltisch nach unten verlegt. Zudem wurden Turmuhr, Beleuchtung und Heizung erneuert. Bei einer Innenrenovierung 1955/1956 wurden Malereien und Verzierungen entfernt, das Kreuzigungsgemälde an die Ostwand des nördlichen Seitenschiffs umgehängt und das Taufbecken davor aufgestellt, das zuvor unter der Kanzel stand, sowie der Dachreiter erneuert.

## Architektur

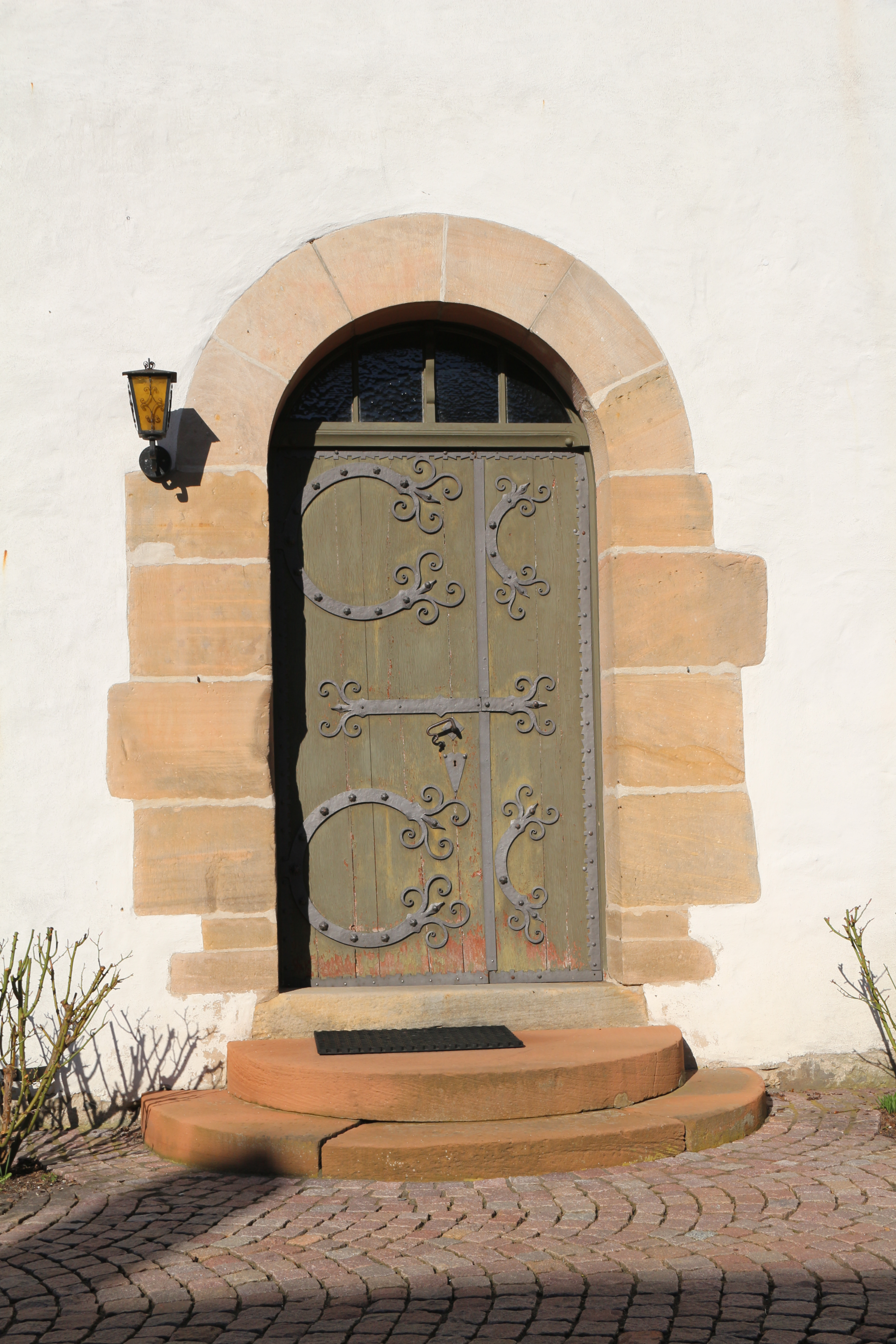
Südportal

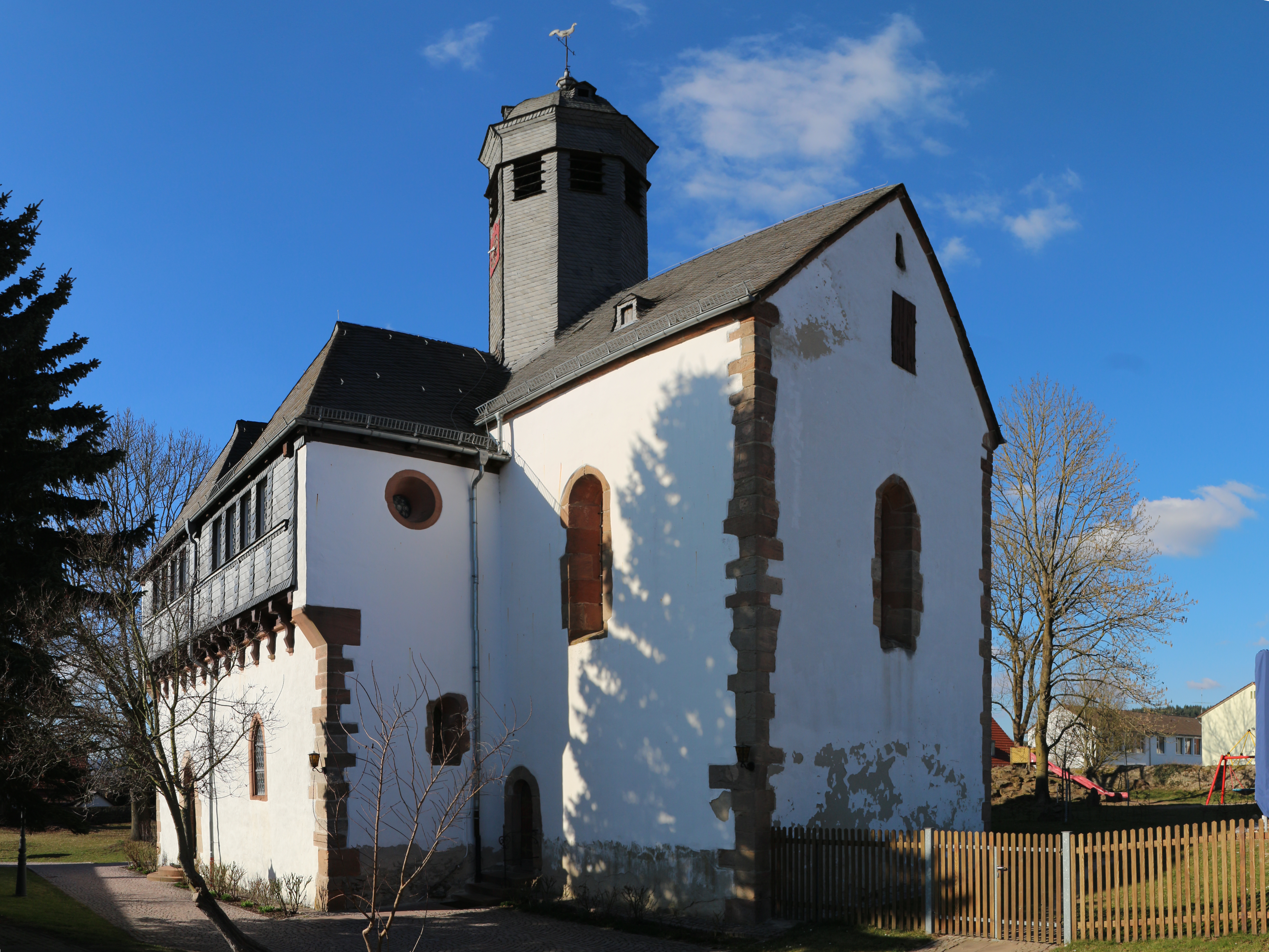
Kirche von Südost

Die nicht exakt geostete, sondern fast nach Südost ausgerichtete Pfeilerbasilika mit wehrhaftem Charakter steht inmitten eines umfriedeten Kirchhofs, dessen Bruchsteinmauern zum großen Teil erhalten sind. Das Gotteshaus in erhöht exponierter Lage besteht aus einem zweijochigen Mittelschiff mit zwei Seitenschiffen und einem östlichen Chorschluss auf quadratischem Grundriss in gleicher Höhe und Breite wie das Mittelschiff. Das massive Mauerwerk ist außen und innen weiß verputzt, wobei die Eckquaderung, Gewände, Laibungen und andere Gliederungselemente aus Sandstein in verschiedenen Rottönen ausgespart sind.
Die Seitenschiffe weisen dieselbe Breite und Höhe wie das Mittelschiff auf. Die beiden Obergadenfenster an der Nordseite des Mittelschiffs sind rundbogig. Die beiden Seitenschiffe werden im Westen und Osten durch je ein kleines Rundbogenfenster mit Gewände beleuchtet, die östliche Südseite durch ein Spitzbogenfenster. Das niedrige Seitenschiff im Norden hat ein Pultdach, im Westen ein kleines rundbogiges und im Osten ein etwas größeres spitzbogiges Fenster. In der Südseite ist das hohe, vorkragende Fachwerkobergeschoss vollständig verschiefert. Es hat zweimal vier kleine Rechteckfenster im Süden und je ein Rundfenster im Westen und Osten und wird von zwei querstehenden Walmdächern bedeckt, die fast die Höhe des Dachfirstes vom Mittelschiff erreichen.
Die Kirche wird durch ein spitzbogiges Westportal (Gewände mit Fase) und zwei rundbogige Südportale erschlossen, eines im Westen des Seitenschiffs, das andere im Chor, das ursprünglich als Priesterpforte diente. Das Westportal wird von zwei massiven Strebepfeilern flankiert, die oben schräg zulaufen. In halber Höhe ist ein Rundbogenfenster eingelassen, in beiden Giebeldreiecken je eine rechteckige Luke, die von einer Holztür verschlossen wird. Der Chor in derselben Breite und Höhe wie das Mittelschiff hat an den drei freistehenden Seiten ein großes Rundbogenfenster. Dem gemeinsamen Satteldach ist mittig ein schlanker, achtseitiger Dachreiter aufgesetzt, der 1955 erneuert wurde. Er ist vollständig verschiefert und hat acht hochsitzende rechteckige Schallöffnungen. Die Welsche Haube ist mit vier sehr kleinen Gauben mit Dreiecksgiebeln bestückt. Den oberen Abschluss bilden Turmknauf, ein schlichtes Kreuz und ein Wetterhahn.
Im Inneren öffnen je zwei Arkaden mit niedrigen Rundbögen auf breiten Pfeilern die Seitenschiffe zum Mittelschiff. Sie haben ebenso wie die beiden Rundbögen über der Südempore vorkragende Kämpferleisten. In den gangartigen Seitenschiffen ist das romanische Kreuzgratgewölbe mit Stichkappen erhalten. Mittelschiff und Chor haben gotische Kreuzgewölbe des 15. Jahrhunderts mit Stichkappen und gekehlten Rippen, die auf Kelchkonsolen mit Ritzornamentik oder Bemalung ruhen. Die Gurtbögen sind spitzbogig. Das aufgestockte Obergeschoss im Süden wird von einer flachen Holzbalkendecke mit Unterzug abgeschlossen, die mit Rankenornamenten bemalt ist.

## Ausstattung

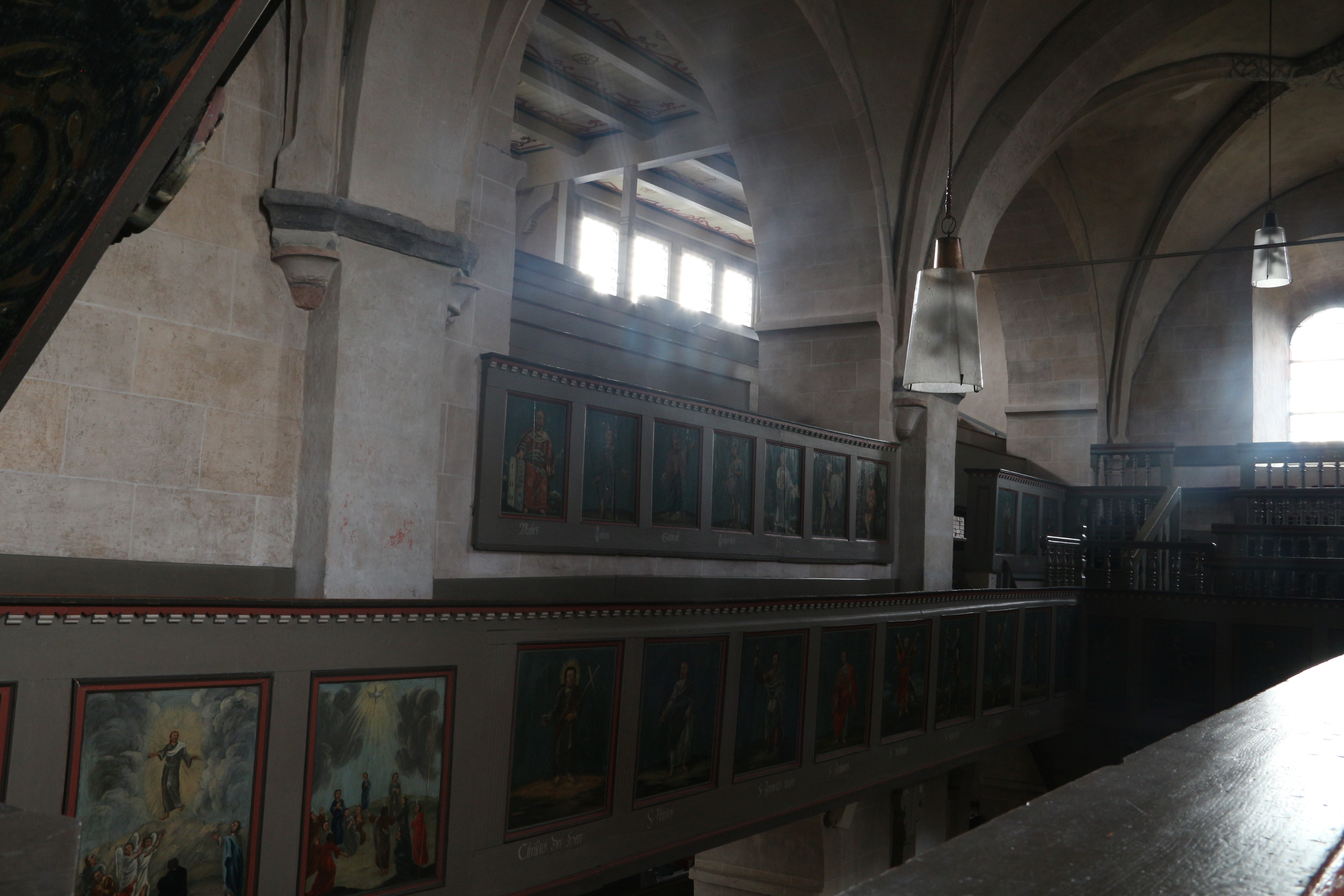
Blick auf die Südempore

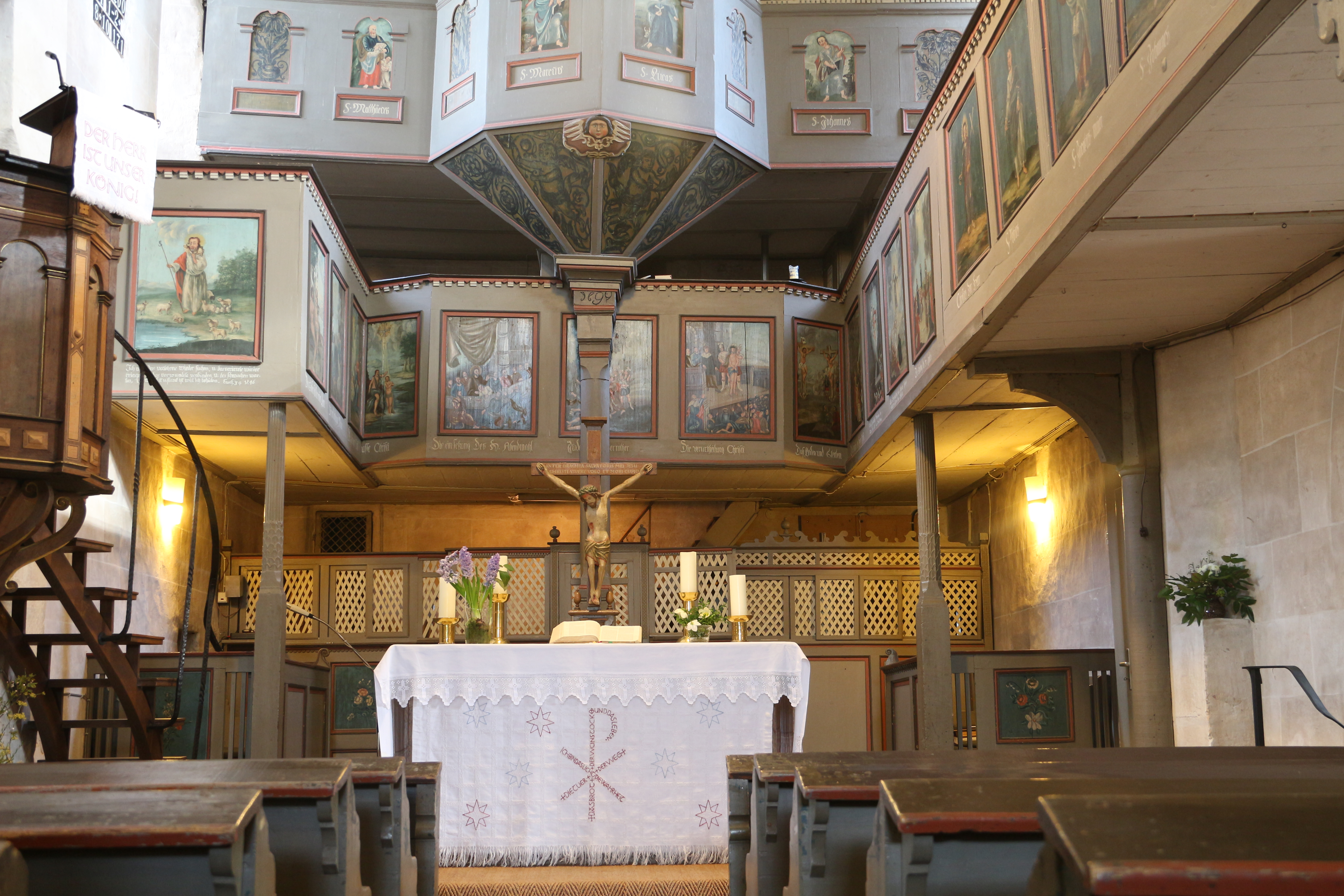
Altarbereich

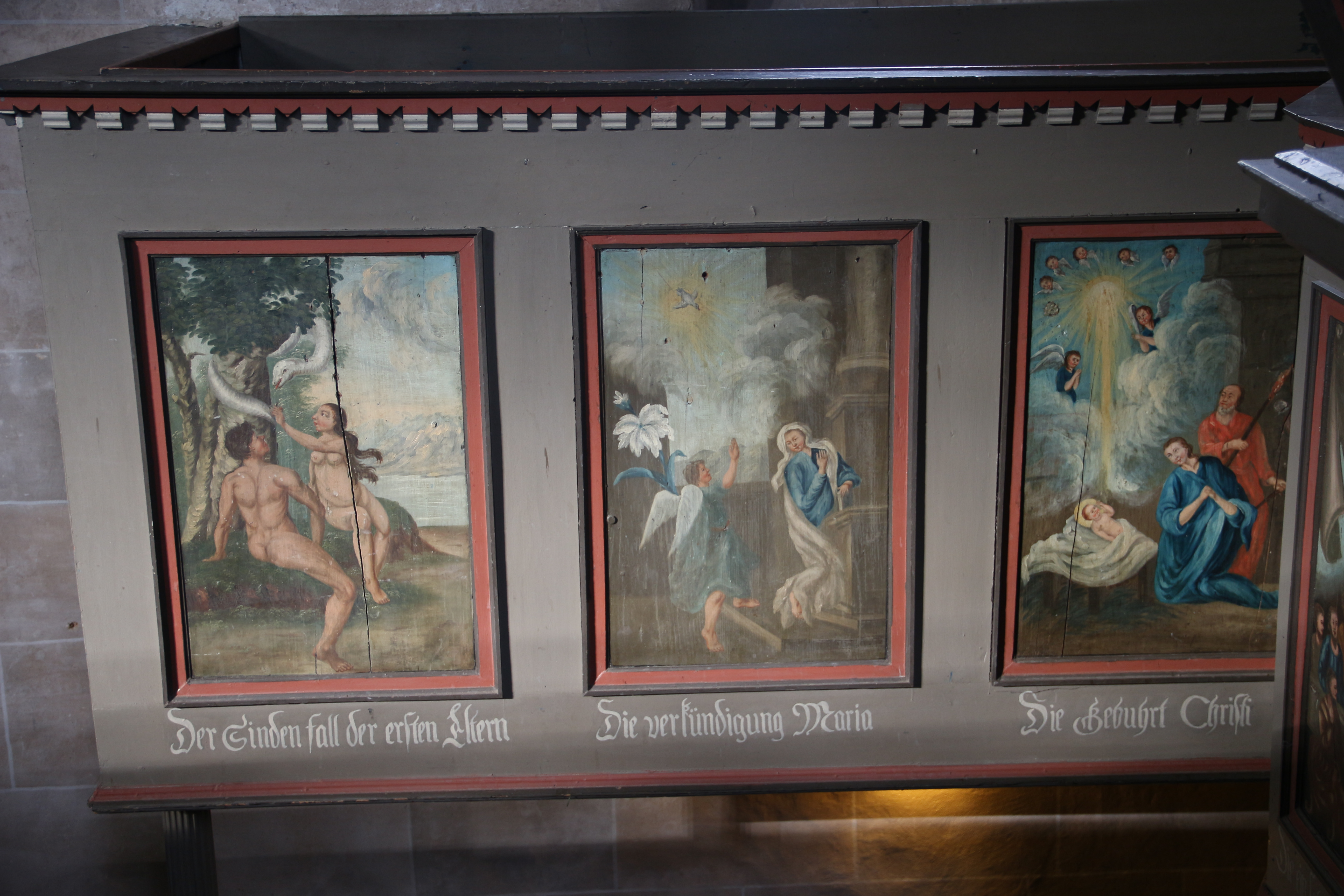
Brüstungsmalereien an der Chorempore: Sündenfall, Verkündigung, Geburt Christi

Die Wände haben Quaderbemalung mit weißen Fugen auf ockerfarbenem Grund, die nach erhaltenen Resten erneuert wurde. Die Gewölberippen sind farbig bemalt.
Die dreiseitig umlaufenden Emporen stammen aus dem 17. Jahrhundert. Die Nordseite, an der die Kanzel aufgehängt ist, ist abgesehen von der Nordostecke des Chors ohne Empore. Die Chorempore ruht auf zwei Holzpfosten, die im unteren Bereich viereckig und oben kanneliert sind. Die West- und die sechsfach gestaffelte Südempore werden von Wandstützen und freistehenden Pfosten mit Kopfbändern getragen. Die Emporenbrüstungen haben hochformatige rechteckige Bilder, die Wilhelm Hermann Werner, Kirchenmaler aus Gladenbach, im Jahr 1772 schuf. Die 14 Gemälde im Chorraum zeigen Christus als Guten Hirten und einen Bilderzyklus mit biblischen Szenen vor allem aus dem Neuen Testament, in der oberen Südbrüstung sieben Gestalten aus dem Alten Testament und in der unteren Brüstung im Süden und Westen Christus und die zwölf Apostel. Über der Ostempore ist eine Orgelempore eingebaut, die in der Mitte eine erkerartige Organistenkanzel hat, die dem Organisten als Sitzplatz dient. Die Brüstungsmalereien zeigen abwechselnd Blumen und die vier Evangelisten mit den Evangelistensymbolen. Die Unterseite der Organistenkanzel ist mit Rankenwerk und zwei Engeln bemalt und wird von einem geflügelten Engelkopf verziert. Der tragende, hohe Holzpfosten ist mit der Jahreszahl 1690 oder 1699 bezeichnet.
Die Sakramentsnische datiert aus dem 14. Jahrhundert. Das Altarkreuz aus der ersten Hälfte des 15. Jahrhunderts überstand die Beseitigung von Inventarstücken im 16. Jahrhundert. Das Kruzifix des Dreinageltypus hängt an einem Querbalken, der die Inschrift eines Buchtitels von Augustin trägt: „INTER BRACHIA SALVATORIS MEI IESU CHRISTI VIVERE VOLO ET MORI CUPIO“ (In den Armen meines Heilands Jesu Christi will ich leben und wünsche ich zu sterben). Die alte Altardecke mit Weißstickerei, die das Lamm Gottes umgeben von den Evangelistensymbolen zeigt, ist zur Hälfte im Marburger Museum erhalten. Dort wird auch die „Marsschüssel“ samt Kanne ausgestellt, eine Zinngussarbeit des Lothringers Francois Briot (um 1600), die als Taufschale diente und im Jahre 1702 von Justinia Eleonora Kirsch geb. Fenner der Kirche in Lohra gestiftet wurde. Der heute verwendete Taufstein im nördlichen Seitenschiff ist aus rotem Sandstein gefertigt. Der vierseitige Fuß läuft in Voluten aus, die die achtseitige Schale tragen.
Die polygonale, holzsichtige Kanzel an der Nordwand neben dem Altar datiert von 1699. Der sechseckige, profilierte Schalldeckel trägt die Inschrift: „SELIG SIND DIE GOTTES WORT HÖREN UND BEWAREN LVC XI ANO 99“ (Lk 11,28 ). Eckpfosten mit eingelegten helleren Hölzern gliedern die Kanzelfelder. Der Pfarrstand im hinteren Bereich des Chors stammt aus dem Jahr 1700. Er besteht aus einer Holzwand, die im oberen Teil durchbrochenes Rautenwerk hat und von einem flachgeschnitzten Aufsatz und Kugelspitzen bekrönt wird. Einige Füllungen der Brüstungen haben Blumengemälde. Das schlichte, hölzerne Kirchengestühl mit kassettierten Füllungen in der Brüstung lässt einen Mittelgang frei.
Für Pfarrer Heinrich Fenner (1581–1656) und seine Ehefrau Catharina Schwend (1593–1651) wurde ein hölzernes Epitaph im südlichen Seitenschiff angefertigt, das das Ehepaar in andächtiger Haltung unter dem Gekreuzigten zeigt. Der Maler Nicolaus Dauber, Bruder des Architekten, schuf ein großes Gemälde mit der Kreuzigungsszene, das heute an der Ostseite des nördlichen Seitenschiffs aufgehängt ist. Für den römischen Soldaten stand der damalige Pfarrer Christoph Friedrich Karl Wilhelm Bücking (1846–1924) und für Maria Magdalena seine Frau Modell. Der Bildhintergrund stellt Lohra im Salzbödetal dar. Ein Gemälde von Luther mit Schwan wurde um 1700 gemalt. Die Gemeinde schaffte im Jahr 2006 einen schmiedeeisernen schwedischen Gebetsleuchter an.

## Orgel

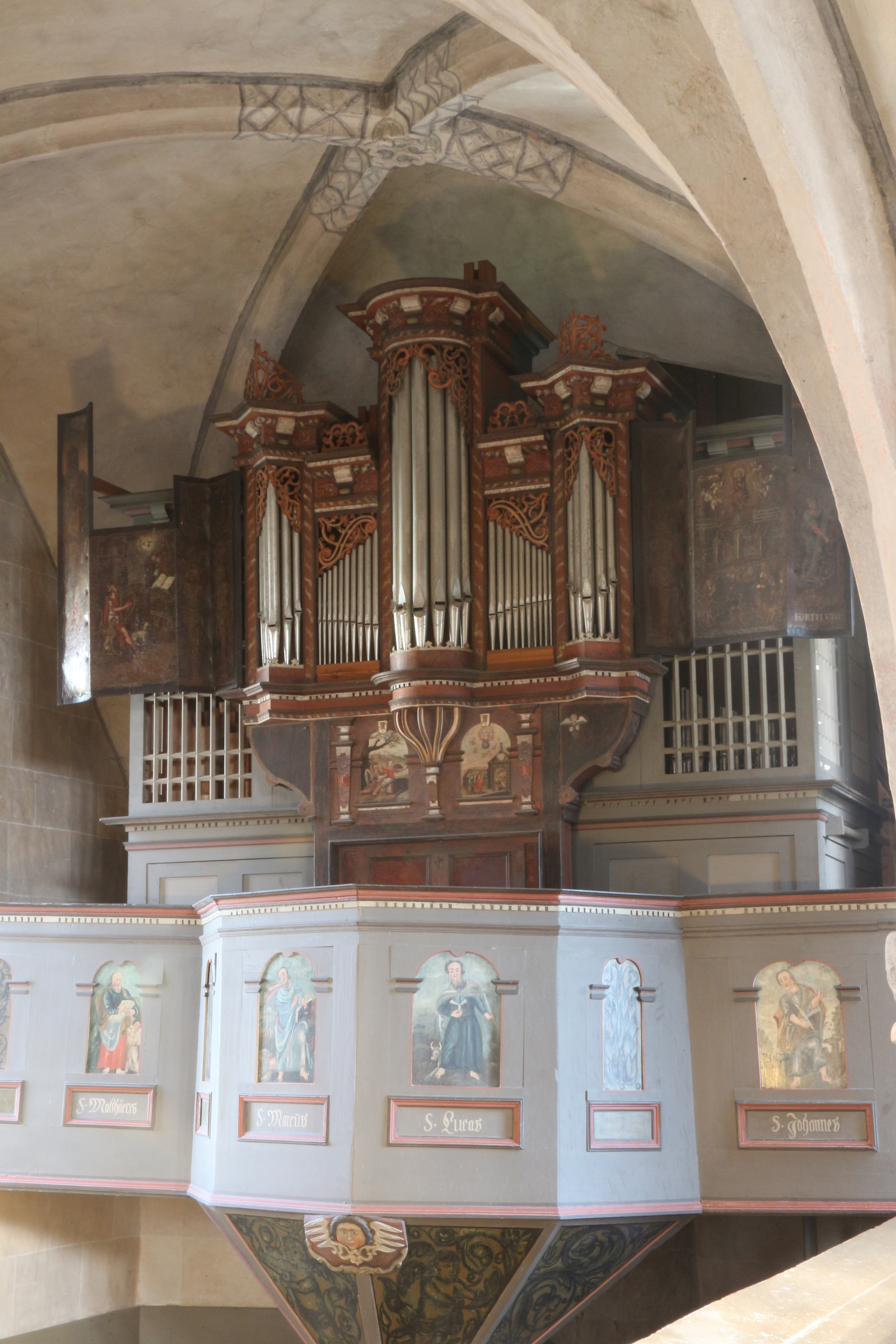
Orgel hinter historischem Prospekt

In den Jahren 1672–1675 wurde eine bestehende Orgel oder ein Positiv um zwei Register erweitert: ein Regal und ein Flötenregister. Im Zuge der Errichtung der Chorempore baute der Orgelbauer Johann Wilhelm Schaum(en) aus Lang-Göns 1691 eine neue Orgel. Er hatte bereits 1661 in der dortigen Jakobuskirche die Orgel erweitert und übernahm in Lohra möglicherweise das vorhandene Gehäuse oder einige Teile des Vorgängerinstruments. Der fünfachsige Prospekt entspricht dem „mitteldeutschen Normaltyp“: Ein überhöhter mittlerer Rundturm wird durch niedrige eingeschossige Flachfelder mit den flankierenden Spitztürmen verbunden. Auf dem Gehäuse und als oberer Abschluss der Pfeifenfelder ist durchbrochenes Rankenwerk angebracht. Der Prospekt ist mit reichem Schnitzwerk verziert. Die bemalten Flügeltüren zeigen die Kardinaltugenden Justitia (Gerechtigkeit) und Fortitudo (Tapferkeit). Johann Christian Rindt reparierte das Instrument 1706. Im Jahr 1909 baute die Licher Firma Förster & Nicolaus hinter dem historischen Prospekt ein neues Werk mit pneumatischen Kegelladen. Die Orgel verfügt über elf Register, die auf zwei Manuale und Pedal verteilt sind. Die Disposition lautet wie folgt:
| I Manual C–     |
| Principal 8′    |
| Stillgedackt 8′ |
| Octave 4′       |
| Gedeckt 4′      |
| Waldflöte 2′    |
| Mixtur II–III   |

| II Manual C– |    |
| Rohrflöte    | 8′ |
| Gemshorn     | 4′ |
| Octave       | 2′ |

| Pedal C–   |     |
| Subbass    | 16′ |
| Violonbass | 8′  |

- Koppeln: I/II, I/P, II/P, Superoktavkoppel II/I
- Spielhilfen: 3 feste Kombinationen (p, m, f), Auslöser

## Trivia
- 2002 wurde an der Kirchenmauer der Münzschatz von Lohra entdeckt.